# معركة سانت ألبانز الأولى
معركة سانت ألبانز الأولى (بالإنجليزية:  First Battle of St Albans)‏ هي معركة حدثت في 22 مايو عام 1455 م في مدينة سانت ألبانز والتي تبعد 22 ميلاً (35 كم ) شمال لندن ، وتعتبر هذه المعركة أنها بداية المعارك لحرب الوردتين.